# Tom Winters

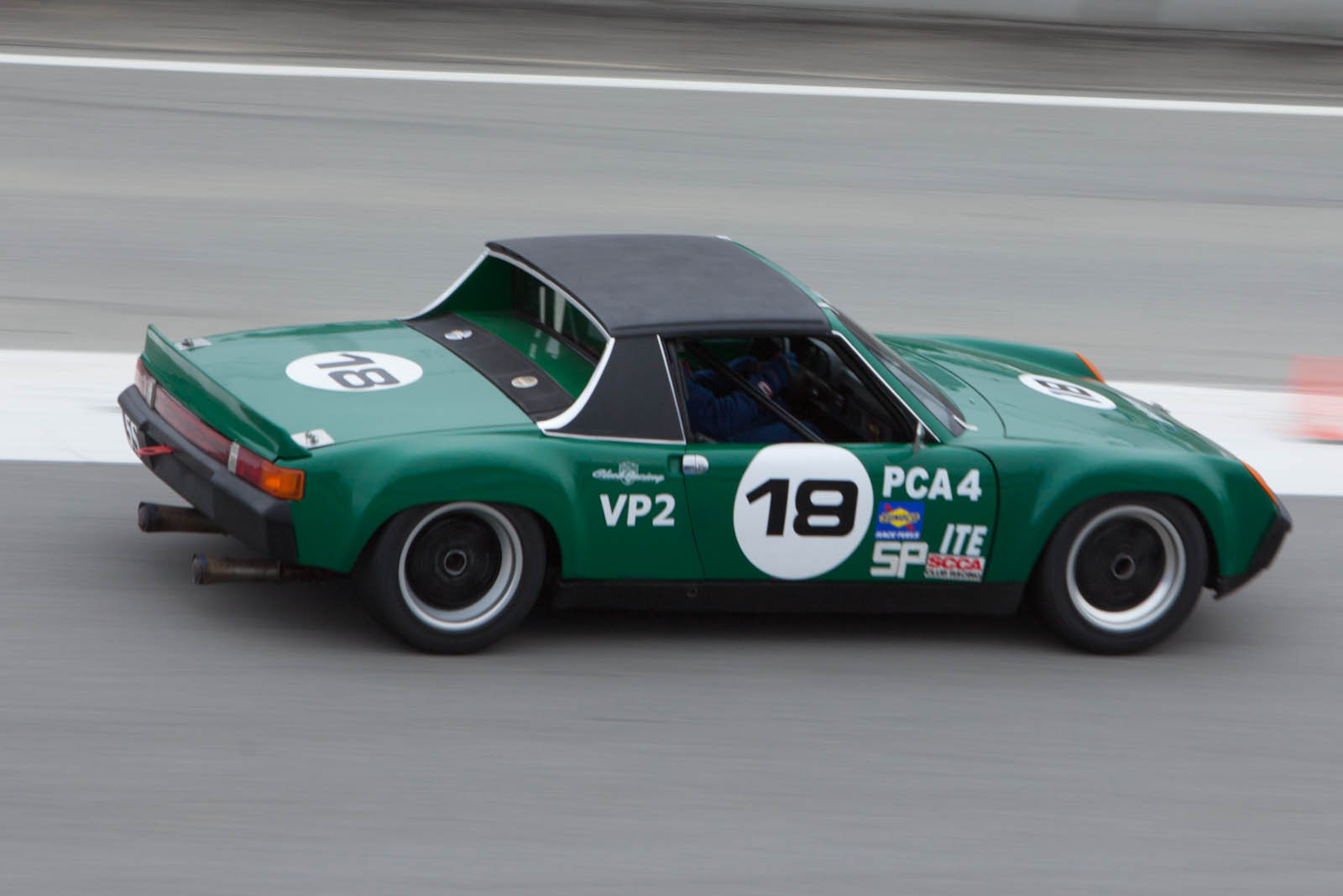
Die von Tom Winters gefahrene Rennversion des Porsche 914

Thomas Wade „Tom“  Winters (* 26. September 1959 in Tucson) ist ein ehemaliger US-amerikanischer Autorennfahrer.

## Karriere
Tom Winters war in den 1970er- und 1980er-Jahren als Sportwagenpilot im Motorsport aktiv. Er ging vor allem in der IMSA-GTP-Serie an den Start und debütierte 1979 beim 12-Stunden-Rennen von Sebring. Neumal fuhr er das Langstreckenrennen am Sebring International Raceway, mit der besten Platzierung im Schlussklassement 1987, als er 15. in der Gesamtwertung wurde. Sein bestes Ergebnis beim 24-Stunden-Rennen von Daytona fuhr er 1980 ein, als er 17. der Endwertung wurde.
Einmal war er auch beim 24-Stunden-Rennen von Le Mans am Start. Für die Brüder Alméras erreichte er den 18. Rang in der Gesamtwertung.

## Statistik

### Le-Mans-Ergebnisse
| Jahr | Team                  | Fahrzeug    | Teamkollege        | Teamkollege     | Platzierung | Ausfallgrund |
| ---- | --------------------- | ----------- | ------------------ | --------------- | ----------- | ------------ |
| 1984 | Equipe Alméras Frères | Porsche 930 | Jean-Marie Alméras | Jacques Alméras | Rang 18     |              |

### Sebring-Ergebnisse
| Jahr | Team                   | Fahrzeug                | Teamkollege             | Teamkollege    | Teamkollege | Platzierung | Ausfallgrund    |
| ---- | ---------------------- | ----------------------- | ----------------------- | -------------- | ----------- | ----------- | --------------- |
| 1979 | Personalized Porsche   | Porsche 914/4           | Wayne Baker             | Robert Kirby   |             | Rang 20     |                 |
| 1980 | Trinity Racing         | Mazda RX-7              | Mark Welch              | Jim Cook       |             | Rang 16     |                 |
| 1981 | Trinity Racing         | Mazda RX-7              | Steve Dietrich          | Hugh McDonough |             | Rang 26     |                 |
| 1982 | ProMotion Whitehall    | Porsche 924 Carrera GTR | Robert Overby           | Bob Bergstrom  |             | Ausfall     | Defekt          |
| 1983 | Whitehall Promotion    | Porsche 924 Carrera GTR | Peter Dawe              | Bob Bergstrom  |             | Rang 36     |                 |
| 1984 | Whitehall Promotions   | Porsche 924 Carrera GTR | Bill Adam               | Bob Bergstrom  |             | Ausfall     | Aufhängung      |
| 1985 | Whitehall Motorsports  | Porsche 924 Carrera GTR | Elliott Forbes-Robinson | Bob Bergstrom  |             | Ausfall     | Bremsdefekt     |
| 1986 | Whitehall-Rocketsports | Oldsmobile Toronado     | Paul Gentilozzi         | Bob Bergstrom  | Gene Felton | Ausfall     | Getriebeschaden |
| 1987 | Whitehall Rocketsports | Oldsmobile Toronado     | Paul Gentilozzi         | Irv Hoerr      |             | Rang 15     |                 |

### Einzelergebnisse in der Sportwagen-Weltmeisterschaft
| Saison | Team                          | Rennwagen              | 1   | 2   | 3   | 4   | 5   | 6   | 7   | 8   | 9   | 10  | 11  | 12  | 13  | 14  | 15  | 16  | 17  |
| ------ | ----------------------------- | ---------------------- | --- | --- | --- | --- | --- | --- | --- | --- | --- | --- | --- | --- | --- | --- | --- | --- | --- |
| 1979   | Personalized Porsche          | Porsche 914            | DAY | SEB | MUG | TAL | DIJ | RIV | SIL | NÜR | LEM | PER | DAY | WAT | SPA | BRH | ROA | VAL | ELS |
| 1979   | Personalized Porsche          | Porsche 914            |     | 20  |     |     |     | DNF |     |     |     |     |     |     |     |     |     |     |     |
| 1980   | Trinity Racing                | Mazda RX-7             | DAY | BRH | SEB | MUG | MON | RIV | SIL | NÜR | LEM | DAY | WAT | SPA | MOS | ROA | VAL | DIJ |     |
| 1980   | Trinity Racing                | Mazda RX-7             | 17  |     | 16  |     |     | 28  |     |     |     |     |     |     |     | DNF |     |     |     |
| 1981   | Trinity Racing Promotion Ltd. | Mazda RX-7 Porsche 924 | DAY | SEB | MUG | MON | RIV | SIL | NÜR | LEM | PER | DAY | WAT | SPA | MOS | ROA | BRH |     |     |
| 1981   | Trinity Racing Promotion Ltd. | Mazda RX-7 Porsche 924 | 25  | 25  |     |     | 30  |     |     |     |     |     | DNF |     | 13  | DNF |     |     |     |
| 1984   | Alméras Frères                | Porsche 930            | MON | SIL | LEM | NÜR | BRH | MOS | SPA | IMO | FUJ | KYA | SAN |     |     |     |     |     |     |
| 1984   | Alméras Frères                | Porsche 930            | DNF |     |     |     |     |     |     |     |     |     |     |     |     |     |     |     |     |